# Заблонский, Константин Иванович
Константин Иванович Заблонский (18 июня 1915, Христиновка, Киевская губерния — 22 ноября 2006, Одесса) — доктор технических наук, профессор, ректор Одесского политехнического института.

## Биография
Родился 18 июня 1915 года[по какому календарю?] на станции Христиновка Киевской губернии в семье машиниста и домохозяйки.
В 1933 году окончил Одесский машиностроительный техникум, получив квалификацию техника-механика. Работал мастером цеха и конструктором на механическом заводе № 5 в Московской области, конструктором в одесской филиала Государственного института проектирования автотранспортной промышленности, конструктором в бюро рационализации и изобретательства на одесском заводе имени П. Старостина.
В 1940 году окончил механический факультет Одесского индустриального института. Был оставлен ассистентом на кафедре деталей машин, поступил в аспирантуру.
Во время войны солдатом — добровольцем ушел на фронт. Прошел боевой путь от Одессы до Берлина. Демобилизован в звании старшего лейтенанта.
В 1946 году вернулся в институт, в 1948 году окончил аспирантуру и защитил кандидатскую диссертацию «Вопросы жестокости при расчете зубчатых передач большой мощности». В 1949 году был утвержден в ученом звании доцента.
С 1949 года работал заведующим кафедрой прикладной механики. С 1953 года работал заместителем директора Одесского политехнического института по учебной работе, а с 1958 года — заместителем директора (проректором) по научной работе. В 1961—1969 годах возглавлял кафедру прикладной механики Одесского политехнического института, которая впоследствии стала опорной в Одессе и одной из ведущих в Украине.
В 1965 году защитил диссертацию «Исследование и расчет распределения нагрузки по зацеплениям зубчатых передач» и получил научную степень доктора технических наук. Присвоено ученое звание профессора.
В 1969—1985 годах был ректором Одесского политехнического института.
В 1985—1988 годах был заведующим кафедры машиноведения, а с 1988 года — профессор кафедры теоретической механики и машиноведения Одесского политехнического института.
Избирался депутатом Одесского областного совета депутатов трудящихся.
Умер 22 ноября 2006 года в г. Одесса.

## Научная деятельность
Основное направление научной деятельности — совершенствование конструкций машин и приводов; исследования в области жесткости деталей, соединений и передач; разработка основ рационального проектирования машин и деталей. Например, рекомендации по определению жесткости винтов и соответствующие расчетные формулы, приведенные в его совместной с А. А. Старосельським научной статьи в 1939 году, не потеряли своего значения и до нашего времени и сегодня используются в деталях машин, в металлорежущих станках, винтовых прессах. Под его редакцией был написан учебник «Детали машин», иаков семь раз был издан на русском языке, переведенный на английском, французском, испанском, арабском, китайском языках. В 1999 году учебник «Детали машин» уже лично К. И. Заблонского был издан на украинском языке.
Является автором 430 научных трудов, в том числе 11 монографий и 25 изобретений. Подготовил 5 докторов и 45 кандидатов технических наук.
Создал в масштабе института уникальную лабораторию технических средств обучения (ЛТОУП), которую министр высшего и среднего образования УССР подавал как образец для распространения во всех вузах Украины. Активно занимался издательской деятельностью: был редактором республиканских сборников «Детали машин», «Детали машин и подъемно-транспортные машины», «Теория механизмов и машин», членом редколлегии журнала «Технология и организация производства».

## Некоторые работы
- Встроенные редукторы / К. Ы. Заблонский, А. Е. Шустер. — Киев: Техника, 1969. — 176 с.
- Влияние конструктивных форм деталей машин на их долговечность / К. Ы. Заблонский, С. Л. Мак. — Киев: Техника, 1971. — 134 с.
- Зубчатые передачи. Распределение нагрузки в зацеплении. — Киев: Техника, 1977. — 208 с.
- Основы проектирования машин: учебное пособие для студентов машиностроительных и механико-технологических специальностей вузов. — Киев: Высшая шк., 1981. — 312 с.
- Анализ структуры расчетных зависимостей привода // Детали машин. — Киев, 1992. — Вып. 54. — С. 15—22.
- Жорсткість как фактор, определяющий рациональность конструкции зубчатой передачи // Труды Одесского политехнического университета. — Одесса, 1998. — Вып. 1 (15). — С. 72—75.
- Детали машин: учебник. — Одесса: Астропринт, 1999. — 404 с.

## Награды
- Ордена Ленина, Отечественной войны II ст., Дружбы народов, «Знак Почета».
- Медали «За боевые заслуги», «За оборону Кавказа», «За победу над Германией в Великой Отечественной войне 1941—1945 гг.».
- Почётная грамота Президиума Верховного Совета Украинской ССР.
- Знак «Отличник образования Украины».